# Dolomedes pullatus
Dolomedes pullatus är en spindelart som beskrevs av Hercule Nicolet 1849. Dolomedes pullatus ingår i släktet Dolomedes och familjen vårdnätsspindlar. Inga underarter finns listade i Catalogue of Life.